# Liste der italienischen Meister im Schach
Die Liste der italienischen Meister im Schach enthält die Sieger aller italienischen Einzelmeisterschaften.

## Allgemeines
Vor der Gründung des italienischen Schachverbandes Federazione Scacchistica Italiana im September 1920 wurde insgesamt 16 mal ein nationales Turnier (Torneo Nazionale) ausgespielt. Von 1921 bis zum Zweiten Weltkrieg wurde die italienische Meisterschaft nur unregelmäßig ausgespielt, seit 1947 findet sie (von wenigen Ausnahmen abgesehen) jährlich statt. Rekordmeister ist Stefano Tatai mit zwölf Titeln.
Die italienische Meisterschaft der Frauen wurde erstmals 1938 ausgespielt, die zweite Austragung folgte ein Jahr später. In den 1950er Jahren fanden drei inoffizielle Meisterschaften statt, seit 1973 wird der Wettbewerb fast durchgehend jährlich durchgeführt. Rekordmeisterin ist Rita Gramignani mit neun Titeln.

## Sieger des Torneo Nazionale bis 1920
| Jahr | Ort       | Gewinner                   |
| ---- | --------- | -------------------------- |
| 1875 | Rom       | Pietro Sieni               |
| 1878 | Livorno   | Luigi Sprega               |
| 1881 | Mailand   | Carlo Salvioli             |
| 1883 | Venedig   | Fermo Zannoni              |
| 1886 | Rom       | Fermo Zannoni              |
| 1892 | Turin     | Vitorrio Torre             |
| 1900 | Rom       | Arturo Reggio              |
| 1901 | Venedig   | Arturo Reggio              |
| 1905 | Florenz   | Arturo Reggio              |
| 1906 | Mailand   | Giovanni Martinolich       |
| 1911 | Rom       | Matteo Gladig              |
| 1912 | Viareggio | Alberto Batori             |
| 1913 | Bologna   | Arturo Reggio              |
| 1916 | Mailand   | Arturo Reggio              |
| 1919 | Mailand   | Stefano Rosselli del Turco |
| 1920 | Viareggio | Stefano Rosselli del Turco |

## Italienische Einzelmeister seit 1921
| Jahr    | Ort                       | Gewinner                                             |
| ------- | ------------------------- | ---------------------------------------------------- |
| 1921    | Viareggio                 | Davide Marotti                                       |
| 1923    | Neapel                    | Stefano Rosselli del Turco                           |
| 1929    | Florenz                   | Mario Monticelli                                     |
| 1931    | Mailand                   | Stefano Rosselli del Turco                           |
| 1934    | Mailand                   | Mario Monticelli                                     |
| 1935    | Florenz                   | Antonio Sacconi                                      |
| 1936    | Florenz                   | Vincenzo Castaldi                                    |
| 1937    | Neapel                    | Vincenzo Castaldi                                    |
| 1939    | Rom                       | Mario Monticelli                                     |
| 1943    | Florenz                   | Vincenzo Nestler                                     |
| 1947    | Rom                       | Vincenzo Castaldi Cherubino Staldi                   |
| 1948    | Florenz                   | Vincenzo Castaldi                                    |
| 1950    | Sorrent                   | Giorgio Porreca                                      |
| 1951    | Venedig                   | Enrico Paoli                                         |
| 1952    | Ferrara                   | Vincenzo Castaldi Alberto Giustolisi Federico Norcia |
| 1953    | Florenz                   | Vincenzo Castaldi                                    |
| 1954    | Triest                    | Vincenzo Nestler                                     |
| 1956    | Rovigo                    | Giorgio Porreca                                      |
| 1957    | Reggio nell’Emilia        | Enrico Paoli                                         |
| 1959    | Rimini                    | Vincenzo Castaldi                                    |
| 1960    | Perugia                   | Guido Cappello                                       |
| 1961    | San Benedetto del Tronto  | Alberto Giustolisi                                   |
| 1962    | Forte dei Marmi           | Stefano Tatai                                        |
| 1963    | Imperia                   | Ennio Contedini                                      |
| 1964    | Neapel                    | Alberto Giustolisi                                   |
| 1965    | Florenz                   | Stefano Tatai                                        |
| 1966    | Rovigo                    | Alberto Giustolisi                                   |
| 1967    | Savona                    | Stefano Tatai                                        |
| 1968    | Mailand                   | Enrico Paoli                                         |
| 1969    | San Benedetto del Tronto  | Sergio Mariotti                                      |
| 1970    | Chioggia                  | Stefano Tatai                                        |
| 1971    | San Benedetto del Tronto  | Sergio Mariotti                                      |
| 1972    | Recoaro Terme             | Carlo Micheli                                        |
| 1973    | Chioggia                  | Carlo Micheli                                        |
| 1974    | Barga                     | Stefano Tatai                                        |
| 1975    | Pesaro                    | Bela Toth                                            |
| 1976    | Barga                     | Bela Toth                                            |
| 1977    | Barga                     | Stefano Tatai                                        |
| 1979    | Venedig                   | Stefano Tatai                                        |
| 1980    | Agnano                    | Bela Toth                                            |
| 1981    | Barcellona Pozzo di Gotto | Roberto Messa                                        |
| 1982    | Arco                      | Bela Toth                                            |
| 1983    | Arco                      | Stefano Tatai                                        |
| 1984    | Arcidosso                 | Alvise Zichichi                                      |
| 1985    | Chianciano Terme          | Stefano Tatai                                        |
| 1986    | Cesenatico                | Fernando Braga                                       |
| 1987    | Chianciano Terme          | Mario Lanzani                                        |
| 1988    | Chianciano Terme          | Fernando Braga                                       |
| 1989    | Chianciano Terme          | Bruno Belotti                                        |
| 1990    | Chianciano Terme          | Stefano Tatai                                        |
| 1991    | Chianciano Terme          | Stefano Tatai                                        |
| 1992/93 | Reggio nell’Emilia        | Michele Godena                                       |
| 1994    | Filettino                 | Michele Godena                                       |
| 1994/95 | Reggio nell’Emilia        | Stefano Tatai                                        |
| 1995    | Verona                    | Michele Godena                                       |
| 1996    | Mantua                    | Bruno Belotti                                        |
| 1997/98 | Reggio nell’Emilia        | Igor Efimov                                          |
| 1998    | Saint-Vincent             | Igor Efimov                                          |
| 1999    | Saint-Vincent             | Fabio Bellini                                        |
| 2000    | Saint-Vincent             | Ennio Arlandi                                        |
| 2001    | Montecatini Terme         | Bruno Belotti                                        |
| 2002    | Montecatini Terme         | Duilio Collutiis                                     |
| 2003    | Arvier                    | Spartaco Sarno                                       |
| 2004    | Montecatini Terme         | Fabio Bruno                                          |
| 2005    | Cremona                   | Michele Godena                                       |
| 2006    | Cremona                   | Michele Godena                                       |
| 2007    | Martina Franca            | Fabiano Caruana                                      |
| 2008    | Martina Franca            | Fabiano Caruana                                      |
| 2009    | Sarre                     | Lexy Ortega                                          |
| 2010    | Siena                     | Fabiano Caruana                                      |
| 2011    | Perugia                   | Fabiano Caruana                                      |
| 2012    | Turin                     | Alberto David                                        |
| 2013    | Rom                       | Danyyil Dvirnyy                                      |
| 2014    | Boscotrecase              | Axel Rombaldoni                                      |
| 2015    | Mailand                   | Danyyil Dvirnyy                                      |
| 2016    | Rom                       | Alberto David                                        |
| 2017    | Cosenza                   | Luca Moroni Jr.                                      |
| 2018    | Salerno                   | Lorenzo Lodici                                       |
| 2019    | Padua                     | Alberto David                                        |
| 2020    | Online                    | Alessio Valsecchi                                    |
| 2021    | Chianciano Terme          | Pier Luigi Basso                                     |
| 2022    | Cagliari                  | Luca Moroni Jr.                                      |
| 2023    | Brescia                   | Luca Moroni Jr.                                      |
| 2024    | Turin                     | Francesco Sonis                                      |

## Italienische Meisterinnen der Frauen
| Jahr   | Ort               | Gewinner                  |
| ------ | ----------------- | ------------------------- |
| 1938   | Mailand           | Clarice Benini            |
| 1939   | Rom               | Clarice Benini            |
| (1950) | Mailand           | Nelly Lanza               |
| (1952) | Mailand           | Giorgina Stradi           |
| (1953) | Mailand           | Giorgina Stradi           |
| 1973   | Zeri              | Rita Gramignani           |
| 1974   | Zeri              | Barbara Pernici           |
| 1975   | Valenza           | Rita Gramignani           |
| 1976   | Bari              | Rita Gramignani           |
| 1977   | Cattolica         | Barbara Pernici           |
| 1978   | Latina            | Barbara Pernici           |
| 1979   | Bratto            | Barbara Pernici           |
| 1980   | Latina            | Rita Gramignani           |
| 1981   | Amelia            | Barbara Pernici           |
| 1983   | Turin             | Rita Gramignani           |
| 1985   | Mailand           | Gisella Facchini          |
| 1987   | Aosta             | Rita Gramignani           |
| 1988   | Aosta             | Adamantia Paizis          |
| 1989   | Aosta             | Rita Gramignani           |
| 1990   | Aosta             | Giuliana Fittante         |
| 1991   | Gorgonzola        | Rita Gramignani           |
| 1992   | Formia            | Rita Gramignani           |
| 1993   | Formia            | Giuseppina Parrino        |
| 1994   | Formia            | Alessandra Riegler        |
| 1995   | Formia            | Alessandra Riegler        |
| 1996   | Mantua            | Alessandra Riegler        |
| 1997   | Porto San Giorgio | Veronika Goi              |
| 1998   | Cesenatico        | Alessandra Riegler        |
| 1999   | Porto San Giorgio | Sonia Sirletti            |
| 2000   | Imperia           | Giuliana Fittante         |
| 2001   | Imperia           | Alba Decataldo            |
| 2002   | Bratto            | Laura Costantini          |
| 2003   | Bratto            | Mariagrazia De Rosa       |
| 2004   | Bratto            | Maria Vincenza Santurbano |
| 2005   | Bratto            | Eleonora Ambrosi          |
| 2006   | Bratto            | Roberta Brunello          |
| 2007   | Fiuggi            | Fiammetta Panella         |
| 2008   | Bratto            | Marina Brunello           |
| 2009   | Bratto            | Marianna Chierici         |
| 2010   | Bratto            | Mariagrazia De Rosa       |
| 2011   | Montecatini Terme | Roberta Messina           |
| 2012   | Acqui Terme       | Tea Gueci                 |
| 2013   | Porto San Giorgio | Mariagrazia De Rosa       |
| 2014   | Fano              | Alessia Santeramo         |
| 2015   | Giovinazzo        | Daniela Movileanu         |
| 2016   | Perugia           | Daniela Movileanu         |
| 2017   | Cosenza           | Olga Zimina               |
| 2018   | Salerno           | Marina Brunello           |
| 2019   | Padua             | Elena Sedina              |
| 2020   | Online            | Olga Zimina               |
| 2021   | Chianciano Terme  | Elena Sedina              |
| 2022   | Cagliari          | Olga Zimina               |
| 2023   | Brescia           | Olga Zimina               |

## Italienische Meister im Fernschach
| #       | Jahre     | Gewinner               |
| ------- | --------- | ---------------------- |
| I       | 1939–1941 | Mario Napolitano       |
| II      | 1942–1947 | Mario Napolitano       |
| III     | 1949–1951 | Domenico Postpischl    |
| IV      | 1950–1952 | Lucio del Vecchio      |
| V       | 1952–1953 | Lucio del Vecchio      |
| VI      | 1953–1954 | Ferruccio Castiglioni  |
| VII     | 1954–1955 | Angelo Guisti          |
| VIII    | 1955–1956 | Vincenzo Castaldi      |
| IX      | 1956–1957 | Giorgio Porreca        |
| X       | 1957–1958 | Edoino Busetto         |
| XI      | 1958–1959 | Luciano Lilloni        |
| XII     | 1959–1960 | Luciano Lilloni        |
| XIII    | 1960–1961 | Geremia Lodi           |
| XIV     | 1961–1962 | Sergio Bianchi         |
| XV      | 1962–1963 | Dante Pasqua           |
| XVI     | 1963–1964 | Florentino Palmiotto   |
| XVII    | 1964–1965 | Roberto Primavera      |
| XVIII   | 1965–1966 | Giorgio Porreca        |
| XIX     | 1967–1968 | Giorgio Porreca        |
| XX      | 1969–1970 | Giorgio Porreca        |
| XXI     | 1970–1971 | Giorgio Porreca        |
| XXII    | 1971–1972 | Giorgio Porreca        |
| XXIII   | 1972–1973 | Giorgio Porreca        |
| XXIV    | 1973–1974 | Claudio Cangiotti      |
| XXV     | 1974–1975 | Giorgio Baiocchi       |
| XXVI    | 1975–1976 | Renato Adinolfi        |
| XXVII   | 1976–1977 | Fabio Finocchiaro      |
| XXVIII  | 1977–1978 | Paolo Bassoli          |
| XXIX    | 1978–1979 | Fabio Finocchiaro      |
| XXX     | 1979–1980 | Mauro Berni            |
| XXXI    | 1980–1981 | Valerio Conti          |
| XXXII   | 1981–1983 | Mario Damele           |
| XXXIII  | 1983–1984 | Maurizio Tirabassi     |
| XXXIV   | 1984–1986 | Marco Venturino        |
| XXXV    | 1986–1987 | Maurizio Tirabassi     |
| XXXVI   | 1987–1988 | Domenico Valeriani     |
| XXXVII  | 1988–1989 | Giampiero David        |
| XXXVIII | 1989–1990 | Samuele Tullio Pizzuto |
| IXL     | 1990–1991 | Vittorio Piccardo      |
| XL      | 1991–1992 | Giampiero David        |
| XLI     | 1992–1993 | Angelo Peluso          |
| XLII    | 1993–1994 | Adolfo Sonzogno        |
| XLIII   | 1994–1995 | Alberto Colombo        |
| XLIV    | 1995–1996 | Michele Petrillo       |
| XLV     | 1996–1997 | Giampetro Calzolari    |
| XLVI    | 1997–1998 | Giorgio Luigi Grasso   |
| XLVII   | 1998–1999 | Michele Petrillo       |
| XLVIII  | 1999–2000 | Elio Vassia            |
| XLIX    | 2000–2001 | Giampetro Calzolari    |
| L       | 2001–2002 | Gianfranco Massetti    |
| LIII    | 2003–2004 | Riccardo Marini        |
| LIV     | 2004–2005 | Eros Riccio            |
| LV      | 2005–2006 | Alberto Dosi           |
| LVI     | 2006–2007 | Francesco de Filippis  |
| LVII    | 2007–2008 | Eros Riccio            |
| LVIII   | 2008–2009 | Mauro Petrolo          |
| LIX     | 2009–2010 | Mauro Petrolo          |
| LX      | 2010–2011 | Mauro Petrolo          |
| LXI     | 2011–2012 | Eros Riccio            |
| LXII    | 2012–2013 | Gianluca Cremasco      |
| LXIII   | 2013–2014 | Dino Secchi            |
| LXIV    | 2014–2015 | Giorgio Baiocchi       |
| LXV     | 2015–2016 | Tiziano Mosconi        |
| LXVI    | 2016–2017 | Tiziano Mosconi        |
| LXVII   | 2017–2018 | Tiziano Mosconi        |
| LXVIII  | 2018–2019 | Gaetano Laghetti       |
| LXIX    | 2019–2020 | Florian Gatterer       |
| LXX     | 2020–2021 | Florian Gatterer       |
| LXXI    | 2021–2022 | Sandro Niecchi         |
| LXXII   | 2022–2023 | Salvatore Giannetto    |
| LXXIII  | 2023–2024 | Massimiliano Massimini |